# Otoskopie

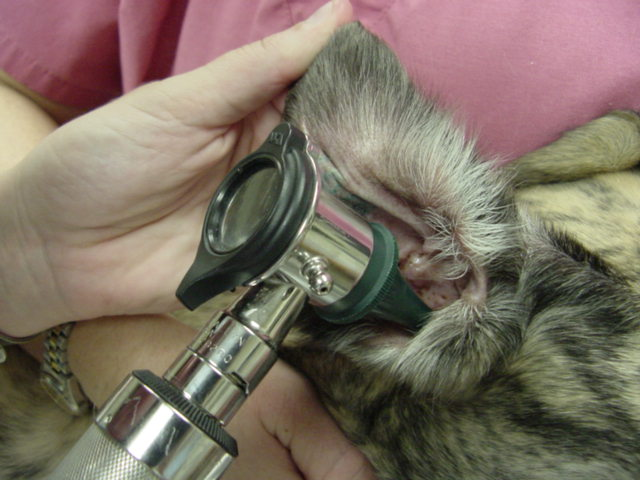
Otoskopie am Hundeohr

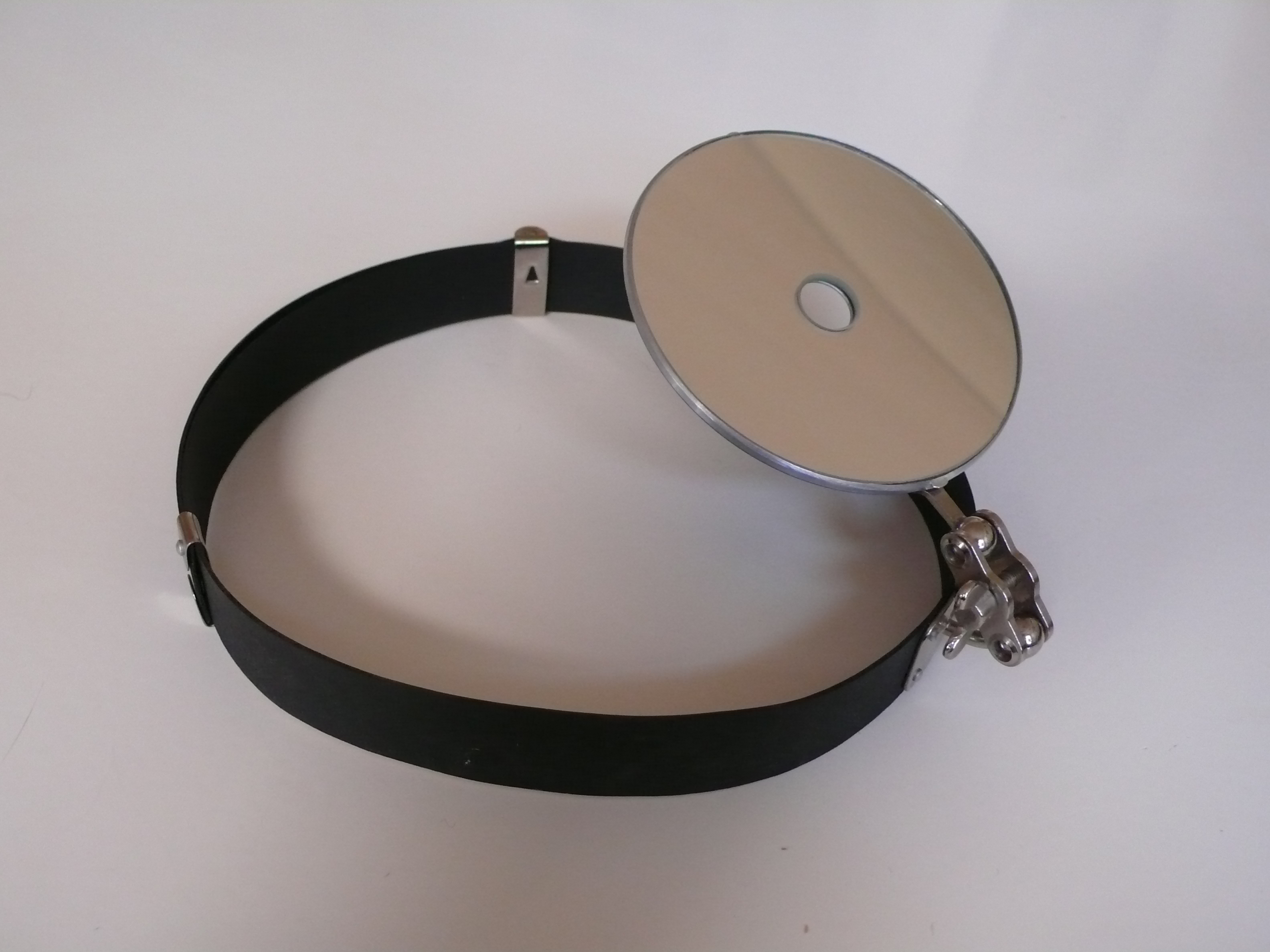
Stirnspiegel

Die Otoskopie (von altgriechisch οὖς ūs, Genitiv ótos, deutsch ‚Ohr‘ und σκοπέω skopeo ‚sehen‘), Ohrendoskopie oder Ohrspiegelung ist die Betrachtung des äußeren Gehörganges und des Trommelfells. Infolge der Enge des Gehörgangs und der Sichtbehinderung durch Haare und vorspringende Strukturen der Ohrmuschel (Tragus) ist für die Untersuchung ein Ohrtrichter oder ein Otoskop erforderlich. Bei Benutzung des einfachen Ohrtrichters benötigt der Arzt ferner einen Stirnspiegel (Stirnreflektor), mit dem er das Licht (Tageslicht oder Lampenlicht) in den Ohrtrichter lenken kann.
Mittels der Otoskopie können Erkrankungen (Otitis externa), Fremdkörper oder Parasitenbefall des äußeren Gehörgangs sowie Veränderungen des Trommelfells diagnostiziert werden. Sie wird vom HNO-Arzt meist als erste Untersuchung bei Hörproblemen durchgeführt.
Dem Hörgeräteakustiker dient sie zur Beurteilung der Strukturen des äußeren Ohres, um entsprechende Otoplastiken für Hörhilfen fertigen zu können.

## Geschichte
Friedrich Hofmann (1806–1886), Kreisphysikus in Burgsteinfurt, beschrieb 1841 den Ohrenspiegel mit zentraler Öffnung zur Beleuchtung und gleichzeitiger Betrachtung des Gehörganges und Trommelfelles sowie anderer schwer zugänglicher Körperregionen.
Die heute üblichen Ohrtrichter verschiedener Größe, die auf Otoskope aufgesteckt werden, wurden in der ersten Hälfte des 19. Jahrhunderts entwickelt und von Anton von Tröltsch ab 1860 bekannt gemacht.